# Boldogfai Farkas Imre (festő)
Boldogfai Farkas Imre (Zalacsány, 1907. május 23. – Budapest, 1965. június 16.) magyar festőművész, grafikus.

## Családja
A Zala vármegye tekintélyes ősi nemesi származású Boldogfai Farkas családban született boldogfai Farkas Kálmán (1875–1949), vasúti állomás előljáró és az ágostai hitvallású budapesti születésű Peterdi Aranka Erzsébet (1877–1963) asszony fiaként született. Anyai nagyszülei Peterdi Ferenc (1845–1888), nagykanizsai vasúti felügyelő, aki eredetileg a "Petró" név alatt született, és Damborschitz Krisztina (1848–1878) voltak.
 Apai nagyszülei boldogfai Farkas László (1842–1901), vármegyei írnok, földbirtokos, és a teskándi születésű kurtakeszi Baranyay Lujza (1848–1898) asszony voltak. Apai nagyapai dédszülei idősebb boldogfai Farkas Ferenc (1779–1844), Zala vármegyei táblabíró, jogász, földbirtokos és Joó Borbála (1811–1881 asszony voltak. Az apai nagyanyai dédszülei kurtakeszi Baranyay József (1809–1855), ügyvéd, táblabíró, uradalmi ügyész, teskándi földbirtokos és tornai és bozsóki Karácsonyi Terézia voltak. Nevét nagybátyja, boldogfai Farkas Imre, a Dombovári Takarékpénztár vezérigazgatója után kapta, aki költő is volt. Budapesten végezte az első tanulmányait. Elsőfokú unokatestvérei: boldogfai Farkas Klára (1898–1944) magyar festő- és iparművész, leánygimnáziumi tanár, a Berzsenyi társaság tagja, akinek a férje Kovács Jenő József (1889–1961) festőművész, valamint boldogfai Farkas Györgyi (1900–1973), akinek a férje vitéz Földváry Béla (1886–1969), reálgimnáziumi tanár, a Dombóvári Társaskör tagja, csillagász, geológus, barlangkutató. Boldogfai Farkas Sándor szobrászművész rokona volt, hiszen Imre édesapja, Farkas Kálmán, a szobrászművész édesapjának, Farkas Lajosnak (1878–1930) az unokatestvére volt.

## Élete
Magánúton folytatott tanulmányokat Bocsák Sándornál, Szentiványi Gyulánál és Karlovszky Bertalannál. Több alkalommal járt Olaszországban tanulmányúton. Feláldozta az életét a művészetnek, és számos festményt készített. Szinte csak ceruzával dolgozott, aprólékosan kidolgozott portrékat készített. Foglalkozott könyvillusztrálással és néhány plakátot is tervezett. Kiállításai voltak a Műcsarnokban és az Ernst Múzeumban.
Művei megtalálhatóak a Nemzeti Galériában, Debrecenben, Drezdában és Londonban. Korának ismert grafikusa volt, sokfelé találhatók képei. Így a budapesti Operában, a páholyok előtti körfolyosó falán nagyon sok rajza látható a régi híres művészekről, operistákról. Az Eszterházyak nagyon sokszor vették igénybe tudását, szinte családi rajzolójuknak tekintették.

## Fontosabb művei
- Libák faluszélen - festmény
- Falusi utca - festmény